# Commission scolaire Riverside
La Commission scolaire Riverside (en anglais : Riverside School Board) est une commission scolaire de langue anglaise du Québec chargée d'offrir des services éducatifs aux élèves résidant sur la Rive-Sud de Montréal et dans l'est de la Montérégie qui détiennent un certificat d'admissibilité à l'enseignement en anglais au Québec. 
La commission scolaire se classe régulièrement parmi les organismes scolaires ayant les taux de décrochage les plus bas des 72 commissions scolaires publiques du Québec, tant anglophones que francophones. Les programmes d'immersion française et de baccalauréat international sont offerts dans plusieurs de ses établissements.

## Territoire
Plus précisément, le territoire de la commission scolaire Riverside s'étend sur plus de 7 500 kilomètres carrés majoritairement le long du fleuve Saint-Laurent, de Sainte-Anne-de-Sorel à l'est jusqu'à Sainte-Catherine à l'ouest, en regroupant pratiquement toutes les municipalités aux abords de la rivière Richelieu. Au total, 115 municipalités de la Montérégie sont desservies par la commission scolaire.

## Établissements
La commission scolaire compte 19 écoles primaires, cinq écoles secondaires, deux écoles d'approche et deux centres pour adultes et de formation professionnelle, dans lesquels plus de 10 000 élèves sont inscrits.

### Écoles primaires
Voici la liste des écoles primaires de la commission scolaire :
- École primaire de Boucherville (Boucherville)
- Rue des Cèdres (Beloeil)
- École primaire internationale Courtland Park (Saint-Bruno-de-Montarville)
- École primaire Good Shepherd (Brossard)
- École internationale primaire de Greenfield Park (en) (Greenfield Park)
- École primaire Harold Napper (Brossard)
- École primaire Harold Sheppard (Sorel-Tracy)
- École primaire John Adam (Delson)
- École primaire Mount Bruno (Saint-Bruno-de-Montarville)
- École primaire Mountainview (Otterburn Park)
- École primaire Royal Charles (Saint-Hubert)
- École St. John's (Saint-Jean-sur-Richelieu)
- École primaire St. Jude (Greenfield Park)
- École primaire St-Lambert (Saint-Lambert)
- Saint-Laurent, bâtiment 002 (Champlain) (Candiac)
- Saint-Laurent, bâtiment 010 (Saint-Raymond) (Candiac)
- École primaire St. Mary's (Longueuil)
- École primaire Terry Fox (Saint-Hubert)
- École primaire William Latter (Chambly)

### Écoles secondaires
Voici la liste des écoles secondaires de la commission scolaire :
- École secondaire régionale Centennial (Greenfield Park)
- École secondaire internationale Saint-Lambert, anciennement comté de Chambly (Saint-Lambert)
- École secondaire régionale Heritage (Saint-Hubert)
- École St. John's (Saint-Jean-sur-Richelieu)
- École alternative (Saint-Lambert)

### Centres de formation générale pour adultes
Voici la liste des centres de formation générale pour adultes de la commission scolaire :
- Centre de formation générale adulte ACCESS Cleghorn (Saint-Lambert)
- Centre de formation générale adulte ACCESS Royal Oak (Longueuil)